# Cladosporium coryphae
Cladosporium coryphae är en svampart som först beskrevs av Syd. & P. Syd., och fick sitt nu gällande namn av J.C. David 1997. Cladosporium coryphae ingår i släktet Cladosporium och familjen Davidiellaceae.   Inga underarter finns listade i Catalogue of Life.